# Jürgen Elvers
Jürgen Elvers (* 1937 in Celle; † 2003 ebenda) war ein deutscher Kunstmaler.

## Leben
Nach seinem Abitur am Hermann-Billung-Gymnasium in Celle begann er 1960 ein Studium an der Werkkunstschule Hannover bei Gerhard Wendland und Helmut Gressieker. 1960–1963 setzte er sein Studium an der Hochschule für Bildende Künste Hamburg bei den Professoren Gresco, Kluth und Wienert fort.
1962 erhielt er den 1. Preis für Malerei der Hochschule für Bildende Künste Hamburg.
1963–1964 bekam er ein Stipendium des Deutschen Akademischen Austauschdienstes für Paris; es folgte ein Studium an der École des beaux-arts.
Von 1964 bis zu seiner Pensionierung 2000 arbeitete er als Kunsterzieher und Englischlehrer; zunächst 24 Jahre am Ernst-Schlee-Gymnasium in Hamburg, dann an der Klosterschule Hamburg, dem Gymnasium Lüchow und schließlich am Gymnasium Ernestinum in Celle. Daneben widmete er sich der Malerei. 1980 wurde er in den Berufsverband Bildender Künstler in Hamburg aufgenommen.

## Ausstellungsbeteiligungen und Einzelausstellungen
- 1959	        Ausstellungsbeteiligung in Bund Bildender Künstler Celle – Gotische Halle in Celle
- 1960	        Ausstellungsbeteiligung in der Galerie Brusberg in Hannover
- 1961	        Ausstellungsbeteiligung Austausch-Ausstellung in Manchester
- 1962	        Ausstellungsbeteiligung „Deutscher Kunstpreis der Jugend“ im Württ. Kunstverein, Stuttgart
- 1963.12.	Ausstellungsbeteiligung unter der Leitung von Gerhard Wendland in der Galerie Brusberg, Hannover
- 1979.12.	Ausstellung in der Galerie Jolka (Elke Kegel-Judis) in Buchholz-Seppensen: Romantische Landschaften
- 1980.12.	Gemeinschaftsausstellung mit Inga Nitzsche und Maja Gehner-Ludz zum Thema „Landschaften“ in der Galerie Jolka in Buchholz-Seppensen
- 1980.12.      Gemeinschaftsausstellung in der Galerie Preuß, Hamburg
- 1981.04.      Einzelausstellung in der Galerie XX Wolf Uecker, Hamburg: Bilder und Zeichnungen
- 1982	        Ausstellungsbeteiligung „Convent der Bilder“ im Kunsthaus, Hamburg
- 1982.08.	Ausstellung im Bertelsmann-Verlag, Gütersloh
- 1982.08.	Einzelausstellung in der Galerie XX Wolf Uecker, Hamburg
- 1983.02.	Ausstellungsbeteiligung Maler der Galerie XX: Elvers, Iuca, Ovenden, Picard, Schlichter, Tindle, Unsworth
- 1983.10.	Ausstellung in der Klosterruine Bad Hersfeld
- 1984.10.	Einzelausstellung in der Galerie XX Wolf Uecker, Hamburg: Neue Bilder von Jürgen Elvers
- 1984.11.	Gemeinschaftsausstellung in der Galerie Hochhut, Hamburg
- 1984 	        Ausstellungsbeteiligung Internationale Köln
- 1985.03.	Ausstellung in der Galerie Bilder-Bühne, Gaggenau
- 1987.07.	Ausstellung im Kurhaus Hitzacker: Landschaften
- 1987.10.	Gemeinschaftsausstellung mit Ernst Neumann im Gemeindehaus in Schweskau: Jagdmotive und Landschaft
- 1988 	        Ausstellung in der Volksbank Hitzacker
- 1987 u. 1988 	Ausstellungsbeteiligung Galerie Hochhut, Hamburg
- 1989.07.	Einzelausstellung in der Volksbank in Hitzacker
- 1998.05.	Einzelausstellung im Celler Gymnasium Ernestinum: „Ländlich-idyllische Bilder“
- 1999.01.	Ausstellung im Holiday Inn, Hamburg
- 1999 (kont.)	Dauerausstellung im Offizierskasino NATO-Truppenübungsplatz Bergen
- 1999.02.09.	Einzelausstellung in der Prangerschänke in Celle:  „Kunst am Pranger“ – Ölbilder „Celler Impressionen“
- 1999.05.	Einzelausstellung in der Galerie Heidegut Eschede – Herrenhaus: „zwei Jahreszeiten“ in Eschede
- 1999.09.	Ausstellungsbeteiligung in der Galerie „Altes Spritzenhaus“ in Ahlden (E. und H.J. Doneck): "Die 1. Kunstausstellung im Spritzenhaus" Klatt, Möller, Doneck, Elvers
- 1999.11. 	Ausstellung in der Sparkasse Celle-Vorwerk
- 2000.02.	Einzelausstellung in der Roß`schen Villa in Celle „Blick zurück – nach vorn“ 40 Jahre Malerei von Jürgen Elvers
- 2002.05	Ausstellungsbeteiligung im Korschenbroicher Kunstfrühling – (in der Niederrheinklinik Korschenbroiche)
- 2002.06.	Ausstellung „Bäume“ von Jürgen Elvers in Uelzener Kultur-Sommer – Der Kreative Speicher – Schamuhn Museum in Uelzen
- 2002.08.	Einzelausstellung in der Galerie „Altes Spritzenhaus“ in Ahlden (E. und H.J. Doneck): „Die Aller und andere Gewässerangelegenheiten“
- 2002.11.	Ausstellungsbeteiligung Berufsverband Bildender Künstler (BBK) Hamburg präsentiert „Tangente“ – Malerei, Skulpturen, Collagen, Photographie –
- 2003.05.	Ausstellungsbeteiligung „Allerflößerei gestern und heute“ anlässlich „16. Deutscher Flößertag“ in Winsen/Aller
- 2003.08.	Ausstellungsbeteiligung in der Galerie Morgenland, Hamburg: Essen – 2. Ausstellung der Reihe SELBST ESSEN MACHT FETT